# Hellbent
Hellbent è un film del 2004 diretto dal regista Paul Etheredge-Ouzts.
Si tratta del primo film slasher gay della storia del cinema.

## Trama
Nella notte di Halloween, un feroce serial killer si aggira, munito di falce, nei sottoboschi di Hollywood, corteggia ragazzi gay e poi li decapita portandosi via la loro testa. Un giovane, aspirante poliziotto, si mette ad indagare e, nel frattempo, cerca di conquistare l'amore di un motociclista.

## Produzione

### Concezione
Intorno al 2000, i produttori esecutivi Michael Roth (Circuit), Joseph Wolf (Dissolvenza in nero, Hell Night, Il signore della morte, Halloween III - Il signore della notte) e Karen Lee Wolf (Children of the Living Dead) concepirono l'idea di un film horror su di un serial killer con personaggi omosessuali. Avevano poco più di un concetto che coinvolgeva Halloween, un assassino mascherato, e la West Hollywood, California, come location. Paul Etheredge-Ouzts, un art director che aveva lavorato con Roth a due film, stava lavorando nell'ufficio di produzione del trio. Dopo aver letto una parte di uno script di una commedia romantica che Etheredge-Ouzts aveva scritto, i produttori gli chiesero di scrivere e dirigere il loro film horror a tema gay.
Etheredge-Ouzts non aveva mai scritto prima uno script completo né diretto un film. Per prepararsi a scrivere lo script, Etheredge-Ouzts visionò diversi film horror degli anni '80 per poter così avere delle idee. Da essi individuò la struttura del film e i vari tipi di personaggi presenti (la final girl, l'ingenua, il ragazzo tosto ecc.) trasformandoli in una versione gay. Piuttosto che scrivere personaggi omosessuali stereotipati o la cui sessualità è il loro carattere critico e definitivo della personalità, Etheredge-Ouzts ha scritto personaggi la cui sessualità è apparsa incidentale a loro. "I giovani di Hellbent i sono spinti oltre la preoccupazione per il fatto che 'è giusto essere gay' o no," disse egli in seguito.
Etheredge-Ouzts scelse inoltre di mantenere l'identità dell'assassino segreta il più possibile.